# ジャンク フジヤマ
ジャンク フジヤマ（Junk Fujiyama, 1983年4月17日 - ）は日本のシンガーソングライターでギタリスト。血液型はA型。 作詞・作曲者名としては本名の藤木直史でクレジットしている。
往年の山下達郎や角松敏生を彷彿とさせるシティ・ポップ・サウンドに、ロックやソウル、AORの要素を混ぜている。

## 略歴
小学時代より音楽を親しみ、音楽活動を始める。高校2年生のときに埼玉県蕨市に引っ越す。大学時代にバンド「ハヤオキ×」を結成し、ストリート・ライヴやライブハウスでの活動を行う。2005年に「ハヤオキ×」を解散し、ソロ活動を開始する。
2009年4月にミニ・アルバム「A color」をリリース。同年にドラマーの村上“ポンタ”秀一のサポートを得てバンドを結成、目黒ブルース・アレイ・ジャパン（BAJ）等でライヴを行う。2010年7月にBAJで収録されたライヴ・アルバム「ジャンクタイム」をリリース。"Morning Kiss"（7月）と"SUMMER BREEZE"（8月）の2枚のシングルを配信のみで連続リリース、FMでオン・エアされ始める。2曲ともJ-WAVEの「TOKIO HOT 100」の上位にチャートインする。同年11月にその2曲を収録したアルバム「ジャンクスパイス」を発表。アラン・オデイ"Undercover Angel"のカバーを収録しており、アランからも賛辞を得ている。
2011年には『遠い日の手紙』（3月）と『僕の女神』の2枚のシングルをリリースし、5月にはアルバム「ジャンクウェイヴ」を発表。12月には既に廃盤となっていたファースト・アルバムがリマスターされ、5曲のボーナストラックを収録し、「A color +5」として発表。
2012年にはビクターエンタテインメントに移籍しメジャー・デビュー。シングル『あの空の向こうがわへ』は東芝製エレベーターのCM曲として起用され、6月にリリース。ジャケット・イラストは永井博によるもの。『EGAO』は、ABC朝日放送の番組「大同生命Presents ヒットの泉〜ニッポンの夢ヂカラ!〜」に起用された。
2013年3月にフル・アルバム『JUNK SCAPE』を発表。初回限定盤には2012年12月22日に行われたクリスマス・スペシャル・ライブ音源9曲を収録したボーナスディスクが付属され、その中に未発表曲『そっと振り向いて』を収録している。

## ディスコグラフィ

### シングル
| ＃   | 発売日         | タイトル | 最高順位 | 規格品番   |
| ---- | -------------- | --- | -------- | ---------- |
| 配信 | 2010年7月21日  | Morning Kiss | —        |            |
| 配信 | 2010年8月25日  | SUMMER BREEZE | —        |            |
| 配信 | 2010年11月24日 | はじまりはクリスマス | —        |            |
| 配信 | 2011年3月2日   | 遠い日の手紙 | —        |            |
| 配信 | 2011年4月6日   | 僕の女神 | —        |            |
| 配信 | 2011年10月26日 | BRAND-NEW DAY | —        |            |
| 1st  | 2012年6月20日  | あの空の向こうがわへ(シングル・バージョン) M2 未来図 M3 曖昧な二人(ライブ音源)                                                                | 47位     | VICL-36706 |
| 2nd  | 2012年9月26日  | PROUD／EGAO M2 EGAO M3 Affection M4 この街~meet again~(Live) M5 PROUD(Back Track) M6 EGAO(Back Track)                                         | 94位     | VICL-36719 |
| 配信 | 2012年11月21日 | 聖夜の微笑み | —        |            |
| 3rd  | 2013年1月23日  | シェダル M2 魅惑の唇 M3 砂の女(ライブ音源) M4 Laughter In The Rain(ライブ音源) M5 シェダル(Back Track) M6 魅惑の唇(Back Track)                | 138位    | VICL-36746 |
| 4th  | 2013年6月5日   | To The Sky／栞 M2 栞 M3 あの空の向こうがわへ(Acoustic Live Ver.) M4 上を向いて歩こう (カバー新録) M5 To The Sky(Back Track) M6 栞(Back Track) | 154位    | VICL-36781 |
| 配信 | 2013年12月18日 | ONE | —        |            |
| 配信 | 2017年7月1日   | 僕だけのSUNSHINE | —        |            |
| 配信 | 2021年1月17日  | SPARKLE | —        |            |
| 配信 | 2021年3月10日  | 炎(HOMURA) | —        |            |
| 配信 | 2021年9月8日   | GOLDEN TIME | —        |            |
| 配信 | 2021年12月1日  | RIDE ON TIME | —        |            |
| 配信 | 2022年4月29日  | DOWN TOWN | —        |            |
| 配信 | 2022年5月25日  | 愛の軌跡-Trajectory of Love- | —        |            |
| 配信 | 2022年8月3日   | LOVELAND, ISLAND | —        |            |
| 配信 | 2022年11月1日  | 高気圧ガール | —        |            |
| 配信 | 2023年2月1日   | CATCH THE RAINBOW | —        |            |
| 配信 | 2023年6月1日   | 雨あがりの街 | —        |            |
| 配信 | 2023年12月13日 | WINDY SUMMER | —        |            |
| 配信 | 2024年1月24日  | テレフォン・ナンバー | —        |            |
| 配信 | 2024年6月19日  | 夏のマーメイド | —        |            |

### アルバム
| ＃    | 発売日                        | タイトル                                  | 最高順位 | レーベル             | 規格品番                    | 備考                                                                    |
| ----- | ----------------------------- | ----------------------------------------- | -------- | -------------------- | --------------------------- | ----------------------------------------------------------------------- |
|       | 2009年4月24日                 | A color                                   | —        | Poppin Records       | PRM-010                     | ミニ・アルバム（廃盤）                                                  |
| Live  | 2010年4月29日 2010年7月7日    | JUNKTIME                                  | —        | Mil Music            | MICL-70001                  | ライヴ・アルバム（1曲のみスタジオ録音）                                 |
|       | 2010年10月20日 2010年11月24日 | JUNKSPICE                                 | 281位    | Mil Music            | MICL-70002                  | スペシャル・アルバム                                                    |
| 1st   | 2011年4月27日 2011年5月11日   | JUNKWAVE                                  | —        | Mil Music            | MICL-70003                  | フル・アルバム                                                          |
|       | 2011年12月7日                 | A color+5                                 | —        | Mil Music            | MICL-70004                  | ミニ・アルバム【リマスター】+ ボーナストラック5曲                       |
| 2nd   | 2013年3月6日                  | JUNK SCAPE                                | 81位     | Victor Entertainment | VICL-63992〜3※ VICL-63994   | メジャー・フル・アルバム ※ライブ音源9曲収録のボーナスCD付、初回限定盤有 |
| BEST  | 2014年1月22日                 | 風街ドライヴ〜THE BEST OF JUNK FUJIYAMA〜 | 90位     | Victor Entertainment | VICL-64100                  | ベスト・アルバム ※新曲5曲収録                                           |
| Live  | 2016年6月22日                 | ジャンクフラッシュ                        | —        | Mil Music            | MICL-70005                  | ライヴ・アルバム（1曲のみスタジオ録音）                                 |
| 3rd   | 2020年11月4日                 | Happiness                                 | —        | Mil Music            | ACC-LC 320kbps              |                                                                         |
| 4th   | 2022年7月6日                  | SHINE                                     | —        | Pヴァイン・レコード  | PCD-28049                   | CDのみのボーナストラックに「LOVE SPACE (Live Version)」を特別収録       |
| 5th   | 2023年8月2日                  | DREAMIN'                                  | —        | ポニーキャニオン     | PCCA-06214                  |                                                                         |
| Cover | 2024年3月6日                  | 憧憬都市 City Pop Covers                  | —        | ポニーキャニオン     | PCCA-06277:CD PCJA-00148:LP |                                                                         |

### 参加作品
| 発売日         | タイトル                                                    | 規格品番   | 備考                                                   |
| -------------- | ----------------------------------------------------------- | ---------- | ------------------------------------------------------ |
| 2014年06月11日 | FIRE HORNS「プライマル・イグニッション」                    | VICL-64173 | ゲストボーカル                                         |
| 2017年08月30日 | ISEKI「バブル・サマー」                                     | TKCA-74543 | ゲストボーカル、アルバム『AOR FLAVA -sweet blue-』収録 |
| 2023年4月23日  | THE CHARM PARK「Lovers in Tokyo (feat. ジャンク フジヤマ)」 |            | ゲストボーカル                                         |

## ミュージックビデオ
| 監督            | 曲名                              |
| 佐藤竜憲        | 「EGAO」                          |
| 清水憲一郎      | 「シェダル」                      |
| 伊達真拓        | 「栞」                            |
| 横山拓矢        | 「To The Sky」「風になり」        |
| タナカ エイイチ | 「Morning Kiss」                  |
| 不明            | 「あの空の向こうがわへ」「PROUD」 |

## 主なライブ

### ワンマンライブ・主催イベント
- 2012年 - ジャンクフジヤマ with SPICY KICKIN'
- 2013年 - ジャンク フジヤマ with ファンタジスタ TOUR 2013
w/本間将人/Kazco/坂本竜太/柴田敏孝/村上“ポンタ”秀一/松原正樹
- 2022年5月22日 - ジャンクフジヤマ Special LIVE
- 2022年7月19日 - ジャンク フジヤマ "I LOVE CITY POP" ニューアルバム「SHINE」リリースLIVE

### 出演イベント
- 2011年08月20日 - TREASURE05X 2011 〜POP AROUND THE WORLD〜
- 2012年09月01日 - 第10回横浜サマーファンクフェスティバル2012〜宇宙137億年?地球46億年?ファンクフェス10周年!〜
- 2012年10月07日 - ZIP-FM 19th ANNIVERSARY ZIP AUTUMN SQUARE -POWER TO THE PEOPLE-
- 2013年01月24日 - 村上“ポンタ”秀一 40th Rhythm Monster
- 2013年06月08日 - SAKAE SP-RING 2013
- 2013年07月27日 - JOIN ALIVE 2013
- 2013年08月22日 - SOUND SHOWER
- 2013年10月21日 - Tokyo City Pop
- 2016年08月15日 - 音霊 OTODAMA SEA STUDIO 2016「Coast Music Fes 2016'」
- 2016年11月23日 - 村上"ポンタ"秀一 プレゼンツ ジャンク フジヤマ & ファンタジスタ 『ONE NITE ONLY』 スマイル・アゲイン
- 2017年12月16日 - 村上"ポンタ"秀一 プレゼンツ クリスマス・プレミアム・ライヴ 『ジャンク フジヤマ Sings Greatest Songs Encore & More』
- 2018年08月04日 - 村上"ポンタ"秀一 プレゼンツ ジャンク フジヤマ・シングス・サマー・ソングス
- 2018年08月18日 - TOKYO MUSIC CRUISE 2018
- 2019年08月16日 - TOKYO MUSIC CRUISE 2019-5th Anniversary-
- 2021年05月04日 - 高槻 JAZZ STREET
- 2021年11月06日 - LIVE Light Mellow Vol.4
- 2022年03月11日 - 西原商会 presents 村上"ポンタ"秀一 トリビュート ～One Last LIVE～
- 2022年09月25日 - LIVE Light Mellow Vol.5

## メディア出演
- 熱唱!ミリオンシンガー（日本テレビ）